# Немолодишев Степан Арсенович
Степа́н Арсе́нович Немоло́дишев (нар.
20 квітня 1863 — пом. ?) — український педагог, статський радник.

## Життєпис

### Освіта
1892 року закінчив Імператорське Московське технічне училище і отримав кваліфікацію інженер-технолог.

### Трудова діяльність
У 1892—1893 навчальному році викладає предмети Математика та Креслення у Харківському реальному училищі.
У 1893—1894 навчальному році виконує обов'язки викладача предмету Математика у Тамбовському реальному училищі.
22 серпня 1894 року переведений викладати предмет Математика у Харківську Маріїнську жіночу гімназію, а 30 березня 1895 року затверджений на цій посаді.
Наказом Міністра шляхів сполучень 15 серпня 1900 року переведений інспектором у Тульське технічне залізничне училище.
30 березня 1901 року отримує чин колезький асесор з вислугою з 19 вересня 1892 року.
У 1902—1903 навчальному році працює інспектором Фабричної інспекції Варшавського округу у Гродненській губернії.
З 15 квітня по 1 листопада 1903 року у відставці.
У 1903—1905 навчальних роках викладає предмет Математика у Красноуфимському технічному навчальному закладі. Одночасно тут же викладає предмет Література та у місцевій жіночій гімназії предмет Педагогіка.
У 1905—1906 навчальному році викладає предмет Математика у Барнаульському реальному училищі.
У 1906—1908 навчальних роках у чині надвірний радник викладає предмет Математика та Законознавство у Кременчуцькому реальному училищі.
З 1 березня 1908 року викладає предмет Математика у чоловічій гімназії міста Златополя. Одночасно тут же є наставником 1 класу і викладає предмет Законознавство та у місцевій жіночій гімназії предмет Педагогіка. Також виконує обов'язки директора обох гімназій після від'їзду Степана Андрійовича Живаго до вступу на посаду Миколи Леонтійовича Лятошинського.
У 1910—1911 навчальному році у чині колезький радник викладає предмет Математика у Києво-Подільській жіночій гімназії.
У 1911—1912 навчальному році викладає предмет Математика у Київській Фундукліївській жіночій гімназії.
У 1912—1914 навчальних роках у чині статський радник працює начальником та інженер-технологом Омського технічного залізничного училища.

### Нагороди
- Орден Святого Станіслава 3 ступеня (1 січня 1909 року).
- Орден Святого Станіслава 2 ступеня[18].
- Орден Святої Анни 2 ступеня[18].
- Медаль «В пам'ять царювання імператора Олександра III».

### Друковані праці
- Немолодышев, Степан Арсеньевич. Учебник арифметики: Арифметика целых чисел. — Харків : тип. С. Иванченко, 1899. — 72 с.(рос. дореф.)

## Сім'я
Дружина (з 21 липня 1910 року) Юлія Іванівна (до шлюбу Болілова).

## Зазначення
1. ↑  Адрес-календарь. Общая роспись начальствующих и прочих должностных лиц по всем управлениям в Российской Империи на 1893 год, часть 1 и 2. Ч. 1 С. 549 [Архівовано 22 жовтня 2016 у Wayback Machine.](рос. дореф.)
2. ↑  Адрес-Календарь. Общая Роспись начальствующих и прочих должностных лиц по всем управлениям в Российской Империи на 1894 год. Часть 1 и 2. Ч. 1 С. 554 [Архівовано 22 жовтня 2016 у Wayback Machine.](рос. дореф.)
3. ↑  Адрес-Календарь. Общая роспись начальствующих и прочих должностных лиц по всем управлениям в Российской Империи на 1902 год, часть 1 и 2. Ч. 1 С. 520 [Архівовано 10 травня 2017 у Wayback Machine.](рос. дореф.)
4. ↑  Адрес-Календарь. Общая роспись начальствующих и прочих должностных лиц по всем управлениям в Российской Империи на 1903 год. Часть 1. С. 398. [Архівовано 10 травня 2017 у Wayback Machine.](рос. дореф.)
5. ↑  Адрес-Календарь. Общая роспись начальствующих и прочих должностных лиц по всем управлениям в Российской Империи на 1904 год, часть 1. С. 310. [Архівовано 7 травня 2017 у Wayback Machine.](рос. дореф.)
6. ↑  Адрес-Календарь. Общая роспись начальствующих и прочих должностных лиц по всем управлениям в Российской Империи на 1905 год, часть 1 и 2. Ч. 1 С. 328 [Архівовано 7 травня 2017 у Wayback Machine.](рос. дореф.)
7. ↑  Адрес-Календарь. Общая роспись начальствующих и прочих должностных лиц по всем управлениям в Российской Империи на 1906 год, часть 1. С. 377. [Архівовано 5 листопада 2016 у Wayback Machine.](рос. дореф.)
8. ↑  Адрес-Календарь. Общая роспись начальствующих и прочих должностных лиц по всем управлениям в Российской Империи на 1907 год, часть 1. С. 275. [Архівовано 7 травня 2017 у Wayback Machine.](рос. дореф.)
9. ↑  Адрес-Календарь. Общая роспись начальствующих и прочих должностных лиц по всем управлениям в Российской Империи на 1908 год, часть 1 и 2. Ч. 1 С. 285 [Архівовано 5 листопада 2016 у Wayback Machine.](рос. дореф.)
10. ↑  Адрес-Календарь. Общая роспись начальствующих и прочих должностных лиц по всем управлениям в Российской Империи на 1909 год, часть 1 и 2. Ч. 1 С. 304 [Архівовано 5 листопада 2016 у Wayback Machine.](рос. дореф.)
11. ↑  Адрес-Календарь. Общая Роспись начальствующих и прочих должностных лиц по всем управлениям в Российской империи на 1910 год. Часть 1 и 2. Ч. 1 С. 324 [Архівовано 30 жовтня 2016 у Wayback Machine.](рос. дореф.)
12. ↑  Державний архів Кіровоградської області. Лист від 4.03.1908. Ф. 499 оп. 1 спр. 652 С. 8-9 [Архівовано 2016-11-30 у Wayback Machine.](рос. дореф.)
13. ↑  Державний архів Кіровоградської області. Ф. 499 оп. 1 спр. 652 С. 33 [Архівовано 2016-11-30 у Wayback Machine.](рос. дореф.)
14. ↑  Адрес-Календарь. Общая Роспись начальствующих и прочих должностных лиц по всем управлениям в Российской империи на 1911 год. Часть 1 и 2. Ч. 1 С. 1416 [Архівовано 2 квітня 2015 у Wayback Machine.](рос. дореф.)
15. ↑  Адрес-Календарь. Общая Роспись начальствующих и прочих должностных лиц по всем управлениям в Российской империи на 1912 год. Часть 1 и 2. Ч. 1 С. 1418 [Архівовано 3 листопада 2016 у Wayback Machine.](рос. дореф.)
16. ↑  Адрес-Календарь. Общая Роспись начальствующих и прочих должностных лиц по всем управлениям в Российской империи на 1913 год. Часть 1 и 2. Ч. 1 С. 869 [Архівовано 3 листопада 2016 у Wayback Machine.](рос. дореф.)
17. ↑  Адрес-Календарь. Общая Роспись начальствующих и прочих должностных лиц по всем управлениям в Российской империи на 1914 год. Часть 1 и 2. Ч. 1 С. 981 [Архівовано 3 листопада 2016 у Wayback Machine.](рос. дореф.)
18. 1 2  Список лиц служащих по ведомству Министерства народного образования на 1897 год. — СПб : типография Министерства внутренних дел, 1896. — С. 503.(рос. дореф.)
19. ↑  Державний архів Кіровоградської області. Дозвіл на вступ у шлюб. Ф. 499 оп. 1 спр. 652 С. 48 [Архівовано 2016-11-30 у Wayback Machine.](рос. дореф.)